# Orientsenap
Orientsenap (Sisymbrium orientale) är en växtart i familjen korsblommiga växter.